# Kutschenrangen
Kutschenrangen ist ein Gemeindeteil der Stadt Bad Berneck im Fichtelgebirge im Landkreis Bayreuth (Oberfranken, Bayern). Kutschenrangen liegt in der Gemarkung Bad Berneck.

## Geografie
Die Einöde liegt am Westhang des Mainbergs (623 m ü. NHN), einer Erhebung des Fichtelgebirges. Eine Anliegerstraße führt 300 Meter nordwestlich nach Warmeleithen.

## Geschichte
Kutschenrangen gehörte zur Realgemeinde Berneck. Gegen Ende des 18. Jahrhunderts bestand Kutschenrangen aus zwei Anwesen. Die Hochgerichtsbarkeit stand dem bayreuthischen Stadtvogteiamt Berneck zu. Der Rat Berneck war Grundherr der beiden Wohnhäuser.
Von 1797 bis 1810 unterstand Kutschenrangen dem Justiz- und Kammeramt Gefrees. Infolge des Ersten Gemeindeedikts wurde Kutschenrangen dem 1812 gebildeten Steuerdistrikt Berneck und der zugleich entstandenen Munizipalgemeinde Berneck zugewiesen.

### Einwohnerentwicklung
| Jahr      | 001818 | 001861 | 001871 | 001885 | 001900 | 001925 | 001950 | 001961 | 001970 | 001987 |
| Einwohner | *      | 20     | 17     | 13     | 11     | 11     | 9      | 9      | 9      | 10     |
| Häuser    | *      |        |        | 2      | 2      | 2      | 2      | 2      |        | 2      |
| Quelle    | [ 6 ]  | [ 9 ]  | [ 10 ] | [ 11 ] | [ 12 ] | [ 13 ] | [ 14 ] | [ 15 ] | [ 16 ] | [ 1 ]  |

## Religion
Kutschenrangen ist evangelisch-lutherisch geprägt und bis heute nach (Bad) Berneck gepfarrt.